# Diósgyőri Vasgyárak Testgyakorló Köre
El Diósgyőri Vasgyárak Testgyakorló Köre és un club de futbol hongarès de la ciutat de Miskolc, al districte de Diósgyőr. El club destaca per tenir una de les aficions més fidels del país.

## Història
El 6 de febrer de 1910, el Diósgyőr-Vasgyári Testgyakorlók Köre fou fundat. Els colors adoptats foren el vermell i el blanc. La seva millor etapa fou a les dècades de 1970 i 1980, en les que fou tercer a la lliga la temporada 1978-79, i guanyà dos cops la copa hongaresa els anys 1977 i 1980.
Evolució del nom:
- 1910-38: Diósgyőri VTK
- 1938-45: Diósgyőri MÁVAG SC
- 1945-51: Diósgyőri VTK
- 1951-56: Diósgyőri Vasas
- 1956-92: Diósgyőri VTK Miskolc
- 1992-00: Diósgyőr FC
- 2000-03: Diósgyőri VTK
- 2003-04: DVTK 1910
- 2004-05: Diósgyőri Balaton FC (més tard Diósgyőri VTK-BFC)
- 2005-07: Diósgyőri VTK
- 2007-08: Diósgyőri VTK-BORSODI
- 2008-: Diósgyőri VTK

## Enllaços externs

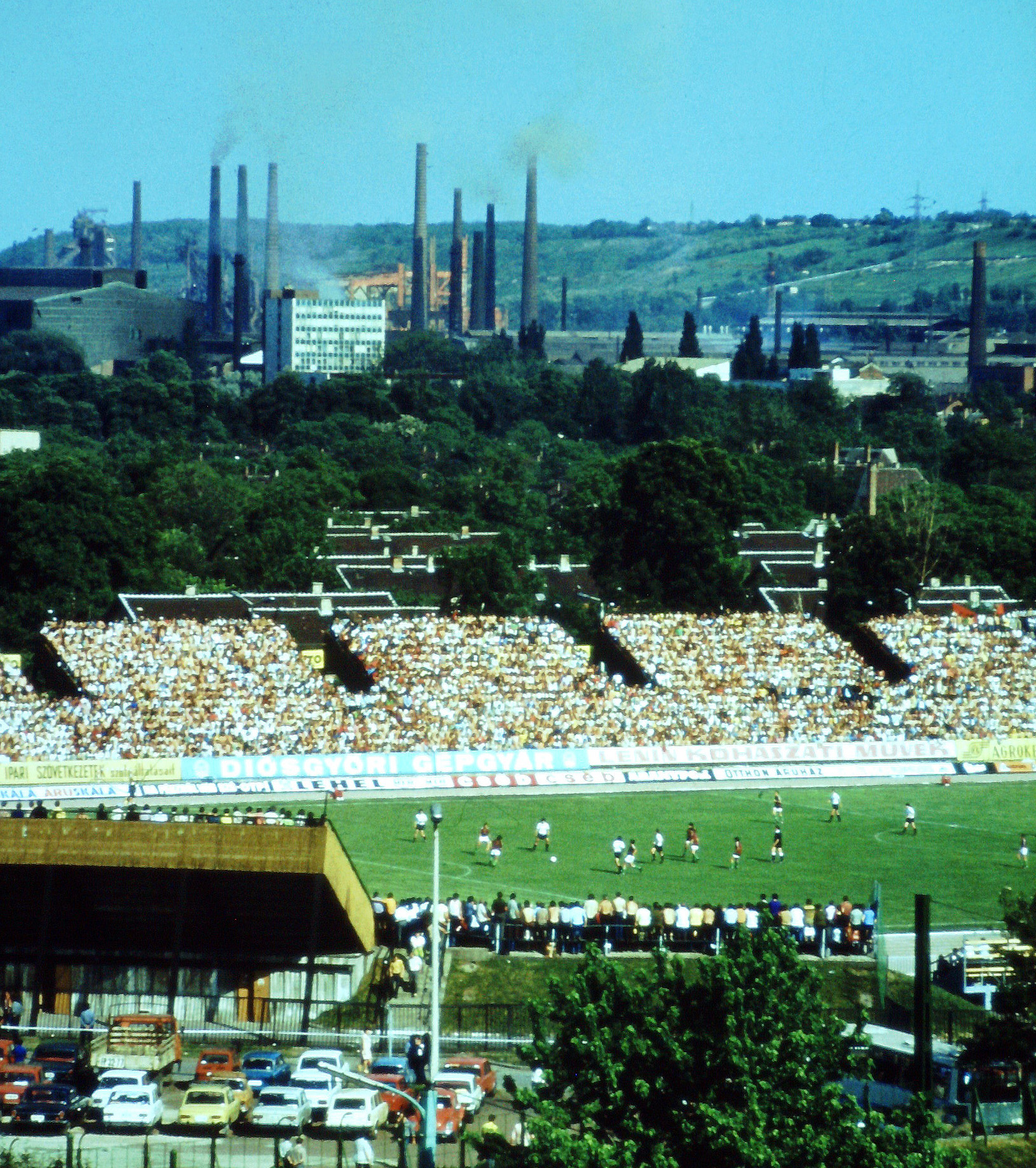
Un partit internacional el 1979
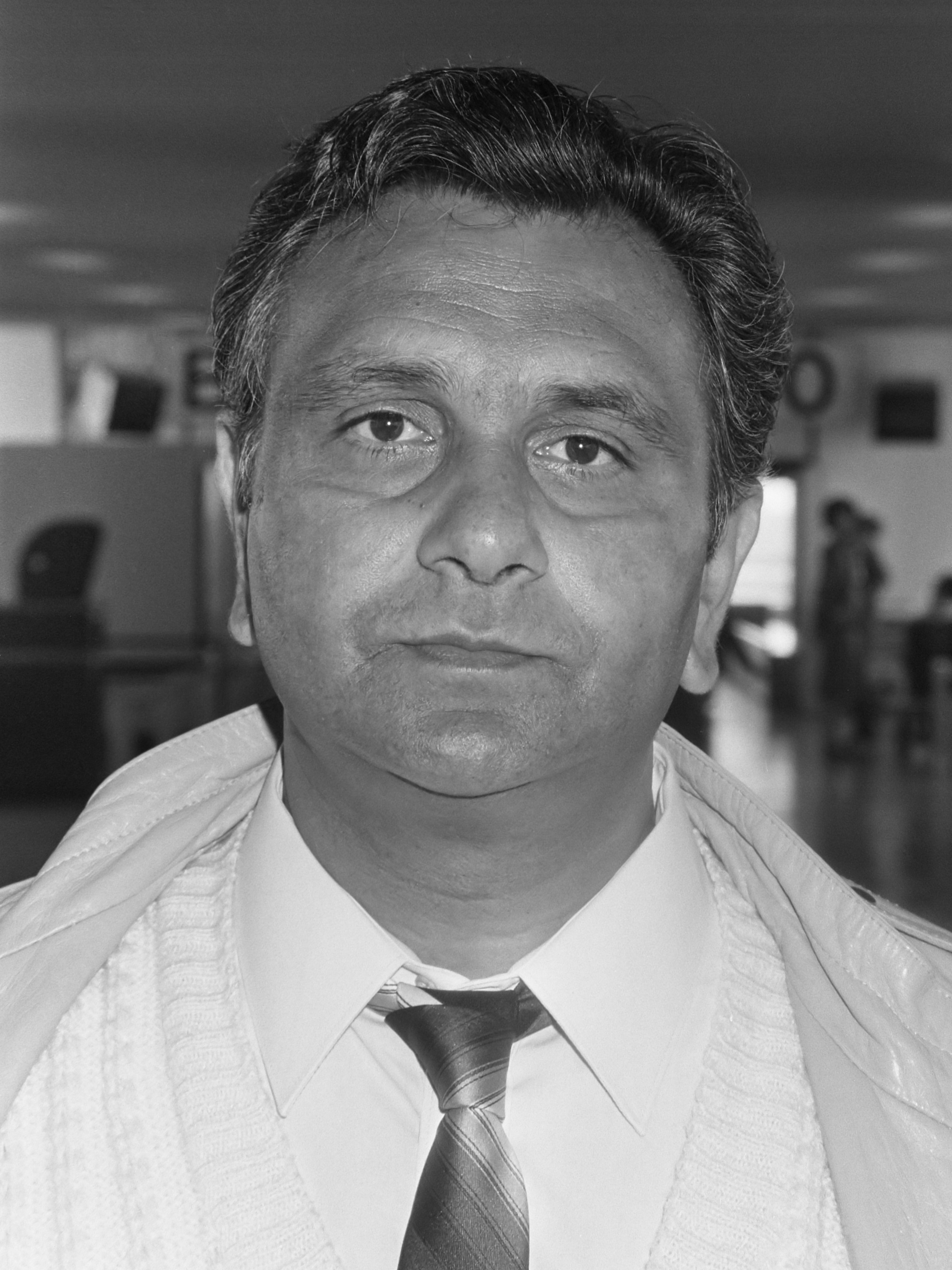
József Verebes "el mag" entrenador el 1996
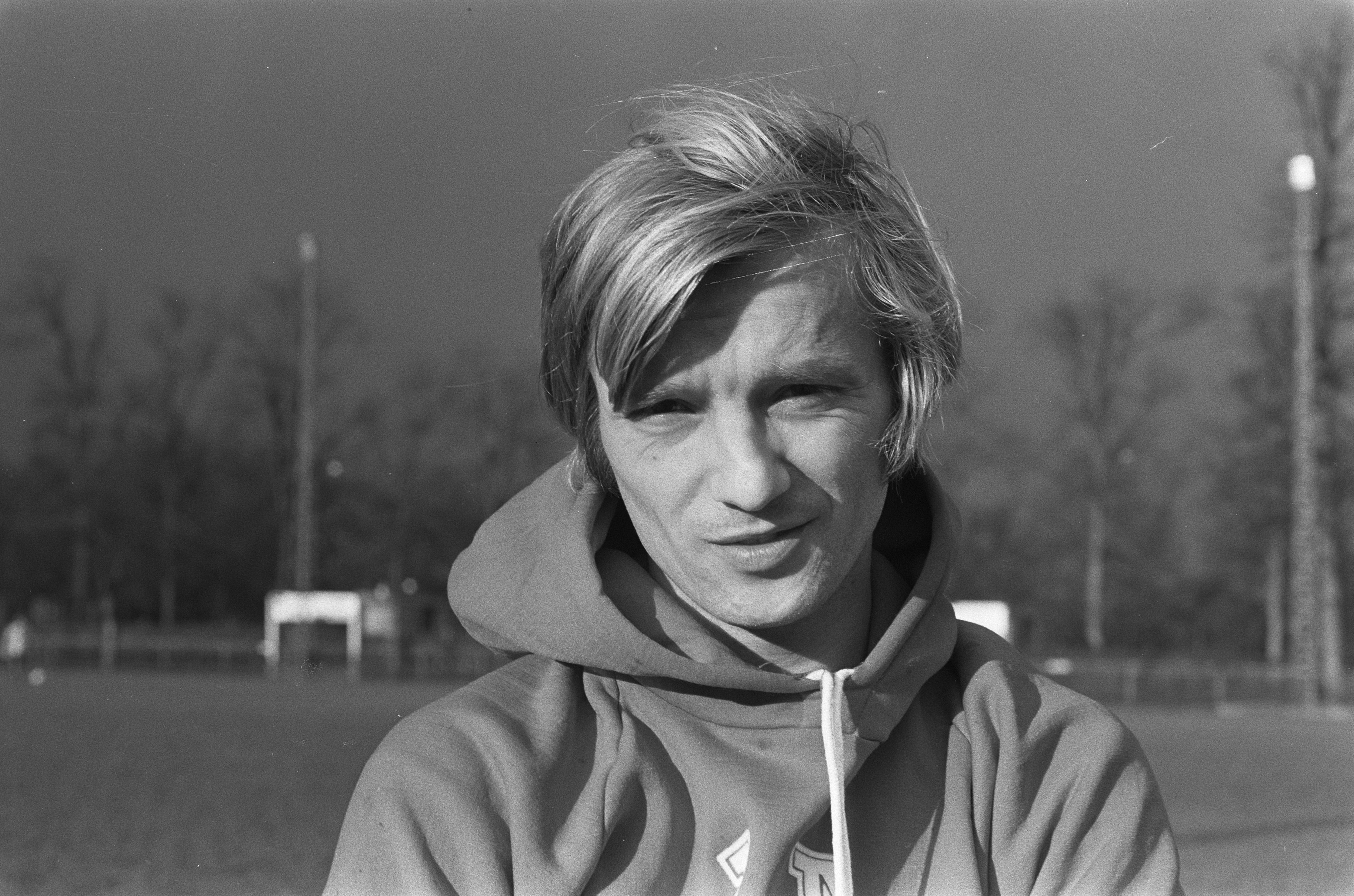
Zoltán Varga entrenador el 1999-2000
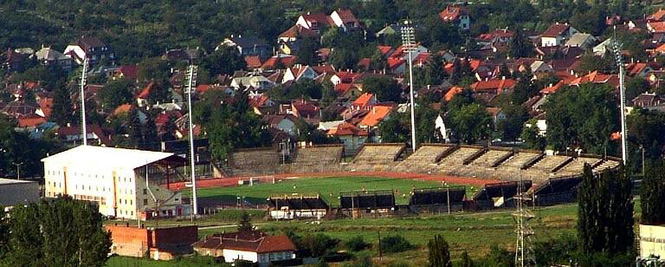
Diósgyőri Stadion a Diósgyőr, Miskolc

## Palmarès
- Copa d'Hongria: 
  - 1976-77, 1979-80
- Copa de la Lliga hongaresa: 
  - 2013-14[5]